# Inclusivisme
L'inclusivisme est un concept de la théologie chrétienne propre à certaines Églises, particulièrement l'Église catholique, qui affirme, à la suite du théologien Karl Rahner, que tout homme est un chrétien anonyme que l'on peut considérer comme ayant une foi chrétienne implicite. Dans cette conception, le christianisme demeure la seule vraie religion. 
Cette affirmation permet de sauvegarder la conception traditionnelle de l'unicité du christianisme et, si elle s'oppose à une interprétation exclusiviste de la formule Extra Ecclesiam nulla salus, elle est critiquée à divers titres. Elle est pour certains un obstacle au dialogue interreligieux en ceci qu'il constitue un moyen pédagogique pour convaincre les croyants d'autres religions et les convertir plutôt que de les écouter, recevoir d’eux ou échanger avec eux, posant que le christianisme est l'unique vérité au centre et au cœur de toutes les traditions spirituelles qu'il inclurait toutes.

## Église catholique
Cette conception a été progressivement adoptée par l'Église catholique à la suite du concile Vatican II, en s'inspirant des réflexions de Karl Rahner sur les chrétiens anonymes. La croyance en une forme d'inclusivisme est contenue dans la constitution Unitatis Redintegratio et la déclaration Subsistit in, où l'Église catholique est décrite comme le centre de gravité ecclésial, les Églises particulières et communautés réformées devant graviter autour.
La déclaration conciliaire Nostra Ætate affirme que, même si l'on ne peut nier la valeur des autres religions, celles-ci tiennent leurs éléments de vérité dans la révélation de Jésus-Christ, dans une perspective christocentrique. Une approche similaire fut adoptée par le cardinal Joseph Ratzinger dans la déclaration Dominus Iesus.